# 고리도롱뇽
고리도룡뇽(학명: Hynobius yangi 휘노비우스 양기[*])은 도롱뇽과에 속한 종이다. 전체 길이는 7~14cm 정도이다. 등면은 황색, 황갈색 등 전반적으로 노란빛이 돌며, 서식지에 따라 몸의 색깔은 차이가 있다. 배면은 황색, 담황색 또는 회백색이고, 작은 흑갈색 반점이 산재한다. 도롱뇽, 제주도롱뇽과 비교해 몸집이 작고, 꼬리 길이가 몸통 길이와 거의 같은 것이 특징이다. 경상남도 일부 지역에 분포한다. 2~4월 산림지대 논, 계곡, 웅덩이 등에서 번식한다. 암컷 한 마리가 한 쌍의 알주머니를 산란하는데 보통 30~110개의 알이 들어있다. 11월이면 동면한다. 수명은 10~11년이고 수컷은 3~5년생, 암컷은 4~6년생이 번식에 주로 참여한다. 우리나라에만 서식하는 한국의 고유생물로, 멸종위기 야생생물 Ⅱ급에 포함되어 있다.

고리도롱뇽은 주로 경상남도,부산광역시,울산광역시등 여러곳에 분포해있다.

## 같이 보기
- 한국의 양서류
- 이끼도롱뇽